# Église Sainte-Marguerite de Westminster
Pour les articles homonymes, voir Église Sainte-Marguerite.
L'église Sainte-Marguerite (St. Margaret's en anglais), est une église anglicane située dans l'enceinte de l'abbaye de Westminster sur Parliament Square. C'est l'église paroissiale du palais de Westminster à Londres. Elle est dédiée à Marguerite d'Antioche.

## Histoire
Fondée à l'origine au XIIe siècle par l'ordre des bénédictins afin que la population locale vivant aux alentours de l'abbaye puisse prier individuellement, dans une église paroissiale plus simple et personnelle, l'église Sainte-Marguerite fut reconstruite de 1486 à 1523 et fait historiquement partie du hundred de Ossulstone (en), dans le comté du Middlesex.
Elle devint l'église paroissiale du palais de Westminster en 1614, lorsque les Puritains du XVIIe siècle, mécontents de l'abbaye jugée trop liturgique, choisirent de célébrer les offices parlementaires dans l'église Sainte-Marguerite, censée être plus « appropriée ». Depuis cette époque, la coutume persiste. Le pasteur de l'église Sainte-Marguerite est un chanoine de l'abbaye de Westminster.
La tour nord-ouest fut reconstruite par John James de 1734 à 1738; à cette même période, la totalité du bâtiment fut recouvert en pierre de Portland. Les deux porches situés sur les côtés est et ouest furent ajoutés plus tard par John Loughborough Pearson (en). L'intérieur de l'église fut considérablement restauré et transformé par Sir George Gilbert Scott en 1877, afin de devenir ce qu'il est actuellement, bien que l'on puisse encore y voir de nombreuses caractéristiques correspondant au style Tudor.

## Les vitraux commémoratifs et les sépultures de personnages éminents
Parmi les caractéristiques d'importance, on trouve le vitrail est datant de 1509, un vitrail flamand qui a été créé pour commémorer les fiançailles de Catherine d'Aragon avec Henri VIII. D'autres vitraux commémorent William Caxton, premier imprimeur britannique, qui fut enterré dans cette église en 1491, tout comme le furent Sir Walter Raleigh en 1618, après avoir été exécuté à Old Palace Yard, le poète John Milton, un paroissien de cette église et l'amiral Robert Blake. Le collectionneur Henry Constantine Jennings (en) repose également en ce lieu.  
D'autres funérailles d'éminents personnages se sont déroulées à cet endroit, comme celle de John Sutton (3e baron Dudley) connu sous le nom de "Lord Quondam", le 18 septembre 1553; sa femme Lady Cicely Grey, le 18 avril 1554; William Murray, IIe Comte de Tullibardine, le 30 juillet 1627; Edward Grimeston (en), le 14 décembre 1640; et Wenceslas Hollar qui mourut le 25 mars 1677. On peut également ajouter l'évêque Nicholas Clagett (en).

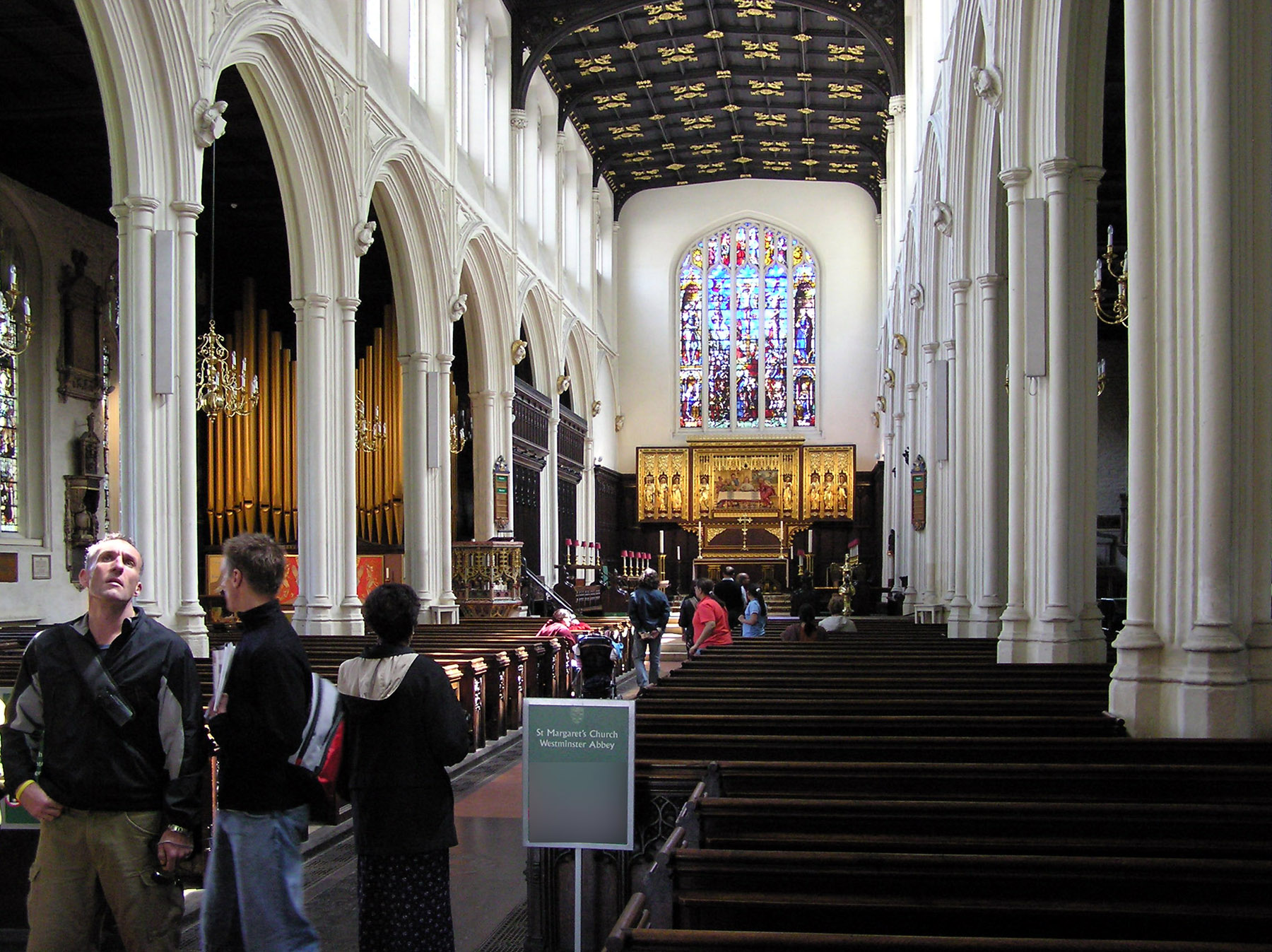
Intérieur de l'église

En 1661, à la suite de la Restauration anglaise, les « Têtes rondes » qui avaient été enterrées dans l'abbaye de Westminster (telles que l'amiral Blake, Denis Bond, Nicholas Boscawen, Mary Bradshaw, Sir William Constable, l'amiral Richard Deane, Isaac  Dorislaus (en), Anne Fleetwood, Thomas Hesilrige, Humphrey Mackworth, Stephen Marshall, Thomas May, John Meldrum, l'amiral Edward Popham (en), John Pym, Humphrey Salwey, William Strong et William Twiss) furent déterrés et quittèrent l'abbaye pour être à nouveau inhumés dans une fosse anonyme dans le cimetière de l'église Sainte-Marguerite, sur ordre du roi Charles II. On peut aujourd'hui trouver un monument rappelant leur souvenir, sur le mur extérieur, à gauche de l'entrée principale de l'aile ouest.      

## Mariages
L'église est devenue un lieu fréquemment choisi par les gens de la haute société lorsqu'ils se marient, comme ce fut le cas pour Samuel Pepys, pour les anciens Premiers Ministres Sir Winston Churchill et Harold Macmillan et pour les membres appartenant au groupe des Bright Young People.
L'ensemble que constituent l'église Sainte-Marguerite, le palais de Westminster et l'abbaye de Westminster fait partie du patrimoine mondial. Les membres du Parlement, ainsi que les employés de la Chambre des lords et de la Chambre des communes, sont autorisés à se marier dans cette église.

## Autres événements importants
Pendant la Première Guerre mondiale, Edward Lyttelton, le directeur du collège d'Eton, fit un sermon dans cette église sur le thème « Aimer ses ennemis ». Il donna son opinion avançant que tout traité élaboré après la guerre devrait être juste et non pas vindicatif. Après le service, il dut quitter l'église par une porte située derrière, tandis que quelques manifestants chantaient Rule, Britannia! en signe de protestation contre son attitude.    

## Les choristes de l'église
Lors des services réguliers ou de certains services très spéciaux, des choristes se réunissent pour chanter. Le groupe est composé de 20 garçons âgés de 9 à 13 ans, qui font la voix soprano, et de beaucoup d'adultes qui font les autres voix. Parmi les services spéciaux récents, on trouve le concert Classic FM au Westminster Central Hall, au côté de la chorale du Parlement, diffusé le 24 décembre 2011.

## Les orgues
Les orgues furent en grande partie construites par la compagnie J. W. Walker & Sons Ltd. La description de ces orgues figure dans le National Pipe Organ Register.

## Source
- (en) Cet article est partiellement ou en totalité issu de l’article de Wikipédia en anglais intitulé « St Margaret's, Westminster » (voir la liste des auteurs).